# 괴정동 (부산)
괴정동(槐亭洞)은 대한민국 부산광역시 사하구의 법정동이다.

## 개요
괴정(槐亭)의 지명은 팔정자에 얽힌 사연이 있는 회화나무(槐木)에서 유래된다. 수령이 600년이 넘는 이 나무는 가렴주구에 혈안이 된 포악한 다대포 첨사의 이야기와 동래부사의 벌목령 등 많은 전설을 안고 있으며, 회화나무의 또 다른 이름인 괴목(槐木)에서 마을 이름이 붙여진 것이다. 괴정 1동을 ‘고분들’ 또는 ‘본동’이라 불렀고, 괴정4동 ‘희망촌’을 ‘말골’, ‘마하곡’, ‘소태미’라 하였다. 한국전쟁 때 피난민들이 살던 보수천변 판자촌과 동광동 판자촌 화재 이재민들이 이사하여 새로된 형성된 마을이 괴정3동에 있는 ‘신촌’(新村)이다.

## 연혁
- 1942. 10. 1 부산시 편입(괴정1동)
- 1966. 1. 1 괴정1동 ▷ 괴정1,3동으로 분동
- 1979. 8. 8 괴정1동 ▷ 괴정1,4동으로 분동
- 2000. 12. 21 주민자치회 개소

## 지리
괴정동은 승학산의 서쪽 능선이 마을 뒤를 병풍처럼 둘러져서 세찬 북풍과 낙동강 강바람을 막아 주고, 동쪽으로 시약산이 솟아 있고, 남쪽에는 금티산이 솟아 그 줄기가 서쪽으로 나즈막한 구릉을 이루어 해풍을 막아 주는 방파제 구실을 하고 있다. 새리골(세리골)에서 흘러내린 물이 괴정천을 이루어 괴정촌을 반달꼴로 흘러 이 마을을 윤택하게 하고, 하단 포구로 흘러 들어간다. 따라서, 괴정동은 사방이 산으로 둘러싸인 하나의 분지를 형성하고 있다.

## 역사
지리적으로 사람이 살기 좋은 조건을 갖추고 있었기 때문에 선사시대부터 사람들이 마을을 일구워 살았다. 괴정분지에서 농경에 종사하고, 동쪽 구릉을 넘어 감천 앞 바다에서 고기를 잡고, 아랫머리 산줄기를 돌면 조개와 물고기가 수없이 많은 낙동강 포구에 이르고, 배고개를 넘으면 신평 너른 들과 강가에 다다랐으니, 그 당시 식생활을 해결할 수 있는 좋은 입지적 조건을 갖추었다.

## 교육
- 괴정초등학교
- 승학초등학교
- 사하중학교
- 사하초등학교
- 낙동초등학교
- 사동초등학교
- 동주여자중학교
- 동아고등학교
- 해동고등학교
- 동주대학교

## 아파트
- 경성리츠 괴정역 스마트W
- 대우산업개발 괴정 이안(예정)